# Braurecht
Das Braurecht (auch Braugerechtigkeit, Braugerechtsame, Brauurbar oder Grutrecht) gehörte im Mittelalter zu den Vorrechten der Grund- oder Landesherrschaft. Das Braurecht war an ein Grundstück oder ein Haus, den Bierhof, gekoppelt. Der Haus- oder Grundstücksbesitzer konnte das Braurecht entweder selbst oder durch einen angestellten Brauer wahrnehmen.
Vielfach waren auch die Erbrichter brau- und schankberechtigt.
Die früheste verbriefte Verleihung durch Kaiser Otto II. an die Kirche zu Lüttich datiert von 974. Seit dem Hochmittelalter ging das Braurecht großenteils auf die Städte über. In der Folge entwickelten sich mitunter aufgrund des Meilenrechts erbitterte Auseinandersetzungen, sogenannte Bierkriege.
Die älteste bekannte deutsche Brauerordnung stammt aus Augsburg (1155). Die letzten Reste obrigkeitlicher Braumonopole wurden durch das deutsche Biersteuergesetz von 1918 beseitigt.